# Клубный чемпионат мира по футболу 2025
Клубный чемпионат мира по футболу 2025 года — футбольный турнир, который прошёл с 14 июня по 13 июля 2025 года. Стал 21-м розыгрышем Клубного чемпионата мира по футболу, а также первым по новому формату, в котором приняли участие 32 клуба из шести континентальных конфедераций. Призовой фонд составил $1 млрд.
Финальный матч состоялся 13 июля 2025 года на стадионе «МетЛайф» в Ист-Ратерфорде, штат Нью-Джерси. Победителем стал английский «Челси», обыгравший французский «Пари Сен-Жермен» со счётом 3:0.
Расширенный турнир должен был пройти с 17 июня по 4 июля 2021 года, однако ФИФА перенесла соревнования на более поздний год, как результат переноса чемпионата Европы и Кубка Америки, которые были перенесены с середины 2020 года на середину 2021 года из-за пандемии COVID-19.

## Изменение формата турнира
Ещё в конце 2016 года президент ФИФА Джанни Инфантино предложил расширение Клубного чемпионата мира до 32 команд, начиная с 2019 года, а перенос матчей на июнь-июль будет более сбалансированным и более привлекательным для телерадиовещателей и спонсоров. В конце 2017 года ФИФА обсудила предложения по расширению соревнований до 24 команд, который прошел бы в 2021 году. Этот турнир заменил бы Кубок конфедераций 2021 года и в дальнейшем должен так же проводиться раз в четыре года, а не ежегодно, как Клубный чемпионат мира проходил до этого.
15 марта 2019 года на заседании Совета ФИФА в Майами, штат Флорида, США, новый формат и график проведения клубного чемпионата мира были утверждены. Турнир должен был начаться с матча плей-офф между чемпионом страны-хозяина и представителем ОФК для определения последнего 24 участника. После этого все команды будут разделены на восемь групп по три команды. Победители групп квалифицируются в четвертьфинал и по системе на вылет будут определять чемпиона турнира. После международного окна, с 31 мая по 8 июня 2021 года (для квалификации чемпионата мира 2022 и финалов Лиги наций 2021) турнир должен был пройти с 17 июня по 4 июля, заменив Кубок конфедераций 2021. При этом Кубок африканских наций 2021 и Золотой кубок КОНКАКАФ 2021 были перенесены на более поздний период — с 5 по 31 июля 2021. Однако Ассоциация европейских клубов выступила против этого решения и предложила европейским клубам бойкотировать новый турнир.
3 июня 2019 года ФИФА объявила, что проанализирует и активизирует потенциальных хозяев для дебютного розыгрыша расширенного формата клубного чемпионата мира.
24 октября 2019 года в Шанхае на заседании Исполнительного комитета ФИФА Китай был единогласно избран страной-хозяйкой турнира. 28 декабря 2019 года Китайская футбольная ассоциация объявила восемь городов, которые будут принимать турнир — Далянь, Гуанчжоу, Ханчжоу, Цзинань, Шанхай, Шэньян, Ухань и Тяньцзинь.

### Перенос даты турнира
В марте 2020 года чемпионат Европы и Кубок Америки, запланированные на июнь и июль 2020 года, были перенесены на июнь и июль 2021 из-за пандемии COVID-19. Поскольку новые даты этих турниров совпали с запланированным клубным чемпионатом мира, ФИФА объявила, что обновленный клубный чемпионат мира будет перенесен на 2022 или 2023 год. 4 декабря 2020 года ФИФА объявила, что клубный чемпионат мира состоится в конце 2021 года, его хозяином будет Япония, и что будет использоваться оригинальный формат из семи команд. По итогам встречи президент ФИФА Джанни Инфантино заявил, что расширенный клубный чемпионат мира в Китае «всё ещё стоит на повестке дня, мы просто не решили, когда он состоится».
16 декабря 2022 года было объявлено, что турнир будет расширен до 32 клубов, а также подтверждено его проведение в 2025 году в стране, которая ещё не определена. Но предложение должно быть утверждено шестью конфедерациями. Предлагаемое расширение было раскритиковано FIFPRO, глобальным союзом профессиональных игроков, а также Форумом мировых лиг, представляющим профессиональные лиги; обе организации выразили обеспокоенность самочувствием игроков из-за добавления матчей в уже перегруженный игровой календарь. Ла Лига, лига высшего дивизиона Испании, также подвергла критике план и выпустила заявление, что рассмотрит судебный иск, чтобы заблокировать расширение.

## Участники
14 февраля 2023 года Совет ФИФА утвердил распределение квот по конфедерациям и состав участников для турнира 2025 года (континентальная федерация использовала свои критерии отбора).
Для отбора учитывались результаты квалификационного периода 2021—2024 годов, при этом континентальные чемпионы в каждом из этих сезонов гарантировано получали место на турнире. Рейтинг клубов для отбора команд для заполнения квоты рассчитывался путём начисления командам трёх очков за победу, одного очка за ничью и трёх очков за успешное прохождение в следующий этап соревнований. Исключением стал УЕФА, у которого уже есть хорошо зарекомендовавшая себя система клубных коэффициентов. Но, команды, занявшие самые высокие места в рейтинге клубных коэффициентов, не гарантировали место в турнире, потому что есть ограничение: не более двух клубов из одной ассоциации. Например, победы «Челси» и «Манчестер Сити» в Лиге чемпионов УЕФА в периоде 2021—2024 годов означали, что путь закрыт для команд Премьер-лиги, поэтому, например, «Ливерпуль» не участвует в турнире.
| Конфедерация         | Команда            | Квалификация | Дата квалификации | Участие в турнире                                                                   |
| -------------------- | ------------------ | --- | ----------------- | ----------------------------------------------------------------------------------- |
| Хозяева (1 команда)  | Интер Майами       | Победитель регулярного сезона MLS 2024                                                                            | 19 октября 2024   | 1-е                                                                                 |
| АФК (4 команды)      | Аль-Хиляль         | Победитель Лиги чемпионов АФК 2021                                                                                | 14 марта 2023     | 4-е (Предыдущие: 2019, 2021, 2022)                                                  |
| АФК (4 команды)      | Урава Ред Даймондс | Победитель Лиги чемпионов АФК 2022                                                                                | 6 мая 2023        | 4-е (Предыдущие: 2007, 2017, 2023)                                                  |
| АФК (4 команды)      | Аль-Айн            | Победитель Лиги чемпионов АФК 2023/24                                                                             | 25 мая 2024       | 2-е (Предыдущее: 2018)                                                              |
| АФК (4 команды)      | Ульсан Хёндэ       | Лучшая из доступных для участия команд в рейтинге коэффициентов АФК за 4 года                                     | 17 апреля 2024    | 3-е (Предыдущие: 2012, 2020)                                                        |
| КАФ (4 команды)      | Аль-Ахли           | Победитель Лиги чемпионов КАФ 2020/21 Победитель Лиги чемпионов КАФ 2022/23 Победитель Лиги чемпионов КАФ 2023/24 | 14 марта 2023     | 10-е (Предыдущие: 2005, 2006, 2008, 2012, 2013, 2020, 2021, 2022, 2023)             |
| КАФ (4 команды)      | Видад              | Победитель Лиги чемпионов КАФ 2021/22                                                                             | 14 марта 2023     | 3-е (Предыдущие: 2017, 2022)                                                        |
| КАФ (4 команды)      | Эсперанс Тунис     | Лучшая из доступных для участия команд в рейтинге коэффициентов КАФ за 4 года                                     | 26 апреля 2024    | 4-е (Предыдущие: 2011, 2018, 2019)                                                  |
| КАФ (4 команды)      | Мамелоди Сандаунз  | 2-я лучшая из доступных для участия команд в рейтинге коэффициентов КАФ за 4 года                                 | 26 апреля 2024    | 2-е (Предыдущее: 2016)                                                              |
| КОНКАКАФ (4 команды) | Монтеррей          | Победитель Лиги чемпионов КОНКАКАФ 2021                                                                           | 14 марта 2023     | 6-е (Предыдущие: 2011, 2012, 2013, 2019, 2021)                                      |
| КОНКАКАФ (4 команды) | Сиэтл Саундерс     | Победитель Лиги чемпионов КОНКАКАФ 2022                                                                           | 14 марта 2023     | 2-е (Предыдущее: 2022)                                                              |
| КОНКАКАФ (4 команды) | Пачука             | Победитель Кубка чемпионов КОНКАКАФ 2024                                                                          | 1 июня 2024       | 5-е (Предыдущие: 2007, 2008, 2010, 2017)                                            |
| КОНКАКАФ (4 команды) | Лос-Анджелес       | Победитель плей-ин матча                                                                                          | 31 мая 2025       | 1-е                                                                                 |
| КОНМЕБОЛ (6 команд)  | Палмейрас          | Победитель Кубка Либертадорес 2021                                                                                | 14 марта 2023     | 3-е (Предыдущие: 2020, 2021)                                                        |
| КОНМЕБОЛ (6 команд)  | Фламенго           | Победитель Кубка Либертадорес 2022                                                                                | 14 марта 2023     | 3-е (Предыдущие: 2019, 2022)                                                        |
| КОНМЕБОЛ (6 команд)  | Флуминенсе         | Победитель Кубка Либертадорес 2023                                                                                | 4 ноября 2023     | 2-е (Предыдущее: 2023)                                                              |
| КОНМЕБОЛ (6 команд)  | Ботафого           | Победитель Кубка Либертадорес 2024                                                                                | 30 ноября 2024    | 1-е                                                                                 |
| КОНМЕБОЛ (6 команд)  | Ривер Плейт        | Лучшая из доступных для участия команд в рейтинге коэффициентов КОНМЕБОЛ за 4 года                                | 14 мая 2024       | 3-е (Предыдущие: 2015, 2018)                                                        |
| КОНМЕБОЛ (6 команд)  | Бока Хуниорс       | 2-я лучшая из доступных для участия команд в рейтинге коэффициентов КОНМЕБОЛ за 4 года                            | 22 августа 2024   | 2-е (Предыдущее: 2007)                                                              |
| ОФК (1 команда)      | Окленд Сити        | Лучшая команда среди победителей Лиги чемпионов ОФК в рейтинге коэффициентов ОФК за 4 года                        | 17 декабря 2023   | 12-е (Предыдущие: 2006, 2009, 2011, 2012, 2013, 2014, 2015, 2016, 2017, 2022, 2023) |
| УЕФА (12 команд)     | Челси              | Победитель Лиги чемпионов УЕФА 2020/21                                                                            | 14 марта 2023     | 3-е (Предыдущие: 2012, 2021)                                                        |
| УЕФА (12 команд)     | Реал Мадрид        | Победитель Лиги чемпионов УЕФА 2021/22 Победитель Лиги чемпионов УЕФА 2023/24                                     | 14 марта 2023     | 7-е (Предыдущие: 2000, 2014, 2016, 2017, 2018, 2022)                                |
| УЕФА (12 команд)     | Манчестер Сити     | Победитель Лиги чемпионов УЕФА 2022/23                                                                            | 10 июня 2023      | 2-е (Предыдущее: 2023)                                                              |
| УЕФА (12 команд)     | Бавария            | Лучшая из доступных для участия команд в рейтинге коэффициентов УЕФА за 4 года                                    | 17 декабря 2023   | 3-е (Предыдущие: 2013, 2020)                                                        |
| УЕФА (12 команд)     | Пари Сен-Жермен    | 2-я лучшая из доступных для участия команд в рейтинге коэффициентов УЕФА за 4 года                                | 17 декабря 2023   | 1-е                                                                                 |
| УЕФА (12 команд)     | Интернационале     | 4-я лучшая из доступных для участия команд в рейтинге коэффициентов УЕФА за 4 года                                | 17 декабря 2023   | 2-е (Предыдущее: 2010)                                                              |
| УЕФА (12 команд)     | Порту              | 5-я лучшая из доступных для участия команд в рейтинге коэффициентов УЕФА за 4 года                                | 17 декабря 2023   | 1-е                                                                                 |
| УЕФА (12 команд)     | Бенфика            | 7-я лучшая из доступных для участия команд в рейтинге коэффициентов УЕФА за 4 года                                | 17 декабря 2023   | 1-е                                                                                 |
| УЕФА (12 команд)     | Боруссия Дортмунд  | 3-я лучшая из доступных для участия команд в рейтинге коэффициентов УЕФА за 4 года                                | 6 марта 2024      | 1-е                                                                                 |
| УЕФА (12 команд)     | Ювентус            | 8-я лучшая из доступных для участия команд в рейтинге коэффициентов УЕФА за 4 года                                | 12 марта 2024     | 1-е                                                                                 |
| УЕФА (12 команд)     | Атлетико Мадрид    | 6-я лучшая из доступных для участия команд в рейтинге коэффициентов УЕФА за 4 года                                | 16 апреля 2024    | 1-е                                                                                 |
| УЕФА (12 команд)     | Ред Булл Зальцбург | 9-я лучшая из доступных для участия команд в рейтинге коэффициентов УЕФА за 4 года                                | 17 апреля 2024    | 1-е                                                                                 |

### Плей-ин матч
Первоначально «Леон» должен был принять участие в турнире как победитель Лиги чемпионов КОНКАКАФ 2023 года. Однако 21 марта 2025 года Апелляционный комитет ФИФА отстранил команду от участия в турнире из-за нарушения правил владения несколькими клубами, поскольку у «Леона» и «Пачуки» один и тот же владелец. 6 мая 2025 года Спортивный арбитражный суд отклонил апелляции «Леона», «Пачуки» и «Алахуэленсе», которые изначально подали дело в ФИФА. Исключение «Леона» было подтверждено ФИФА; вместо этого его место на Клубном чемпионате мира будет присуждено победителю плей-ин матча между клубами «Лос-Анджелес», занявшим второе место после «Леона» в Лиге чемпионов КОНКАКАФ 2023 года, и «Америка», командой, занявшей первое место в рейтинге конфедерации КОНКАКАФ по итогам Кубка чемпионов КОНКАКАФ 2024 года. 16 мая 2025 года ФИФА официально объявила, что матч состоится 31 мая и будет приниматься футбольным клубом «Лос-Анджелес» на стадионе «Бимо Стэдиум» в Лос-Анджелесе.
| Лос-Анджелес              | 2:1 (доп. вр.) | Америка             |
| ------------------------- | -------------- | ------------------- |
| - Жезус 89′ - Буанга 115′ | (отчёт)        | Родригес 64′ (пен.) |

## Стадионы
28 сентября 2024 года ФИФА объявила о выборе двенадцати стадионов в одиннадцати городах для проведения турнира: «Линкольн Файненшел Филд» в Филадельфии (штат Пенсильвания); «Ауди Филд» в Вашингтоне (округ Колумбия); «Люмен Филд» в Сиэтле (штат Вашингтон); «Роуз Боул» в Пасадине (штат Калифорния); «Ти-кью-эл Стэдиум» в Цинциннати (штат Огайо); «Банк оф Америка Стэдиум» в Шарлотте (штат Северная Каролина); «Мерседес-Бенц Стэдиум» в Атланте (штат Джорджия); «Хард Рок Стэдиум» в Майами-Гарденс (штат Флорида), где состоялся матч открытия с участием «Интер Майами»; «Джеодис Парк» в Нэшвилле (штат Теннесси); арены «Кэмпинг Уорлд Стэдиум» и «Интер-энд-Ко Стэдиум» в Орландо (штат Флорида); и «Метлайф-стэдиум» в Ист-Ратерфорде (штат Нью-Джерси), который принял финал. Места проведения в основном находятся на Восточном побережье, чтобы избежать конфликтов с Золотым кубком КОНКАКАФ, который проходил в то же время на Западе. На стадионе «Люмен Филд» прошли все три матча группового этапа его домашнего клуба «Сиэтл Саундерс». Из этих выбранных стадионов пять будут использоваться на чемпионате мира по футболу 2026 года. В отличие от других турниров ФИФА, включая предстоящий чемпионат мира среди сборных, все стадионы сохранили свои первоначальные права на наименования.
| Пасадина (Большой Лос-Анджелес) | Ист-Ратерфорд (Нью-Йоркская агломерация) | Атланта                         |
| ------------------------------- | ---------------------------------------- | ------------------------------- |
| «Роуз Боул»                     | «Метлайф-стэдиум»                        | «Мерседес-Бенц Стэдиум»         |
| Вместимость: 89 700             | Вместимость: 82 500                      | Вместимость: 75 000             |
|                                 |                                          |                                 |
| Филадельфия                     | Сиэтл                                    | Майами-Гарденс (Большое Майами) |
| «Линкольн Файненшел Филд»       | «Люмен Филд»                             | «Хард Рок Стэдиум»              |
| Вместимость: 69 000             | Вместимость: 69 000                      | Вместимость: 65 000             |
|                                 |                                          |                                 |
| Орландо                         | Орландо                                  | Нэшвилл                         |
| «Кэмпинг Уорлд Стэдиум»         | «Интер-энд-Ко Стэдиум»                   | «Джеодис Парк»                  |
| Вместимость: 65 000             | Вместимость: 25 000                      | Вместимость: 30 000             |
|                                 |                                          |                                 |
| Цинциннати                      | Вашингтон                                | Шарлотт                         |
| «Ти-кью-эл Стэдиум»             | «Ауди Филд»                              | «Банк оф Америка Стэдиум»       |
| Вместимость: 26 000             | Вместимость: 20 000                      | Вместимость: 75 000             |
|                                 |                                          |                                 |

## Судьи
14 апреля 2025 года ФИФА подтвердила, что для работы на турнире были выбраны 117 судей из 41 национальной ассоциации. В их число вошли 35 главных арбитров, 58 помощников судей и 24 видеопомощника судей.
| Конфедерация | Судья                 | Помощники судьи                          | Видеопомощники судьи (VAR) | Резервные судьи             |
| ------------ | --------------------- | ---------------------------------------- | --- | --------------------------- |
| АФК          | Алиреза Фагани        | Антон Щетинин Эшли Бичем                 | Хамис Аль-Марри Шон Эванс Фу Мин Мохаммед Обаид Хадим | Омар Аль-Али Ма Нин         |
| АФК          | Салман Фалахи         | Рамзан Аль-Наэми Маджид Аль-Шаммари      | Хамис Аль-Марри Шон Эванс Фу Мин Мохаммед Обаид Хадим | Омар Аль-Али Ма Нин         |
| АФК          | Ильгиз Танташев       | Тимур Гайнуллин Андрей Сапенко           | Хамис Аль-Марри Шон Эванс Фу Мин Мохаммед Обаид Хадим | Омар Аль-Али Ма Нин         |
| КАФ          | Дахане Бейда          | Жерсон дос Сантос Стивен Йембе           | Хамза Эль-Фарик Махмуд Ашур | Мутаз Ибрахим Жан-Жак Ндала |
| КАФ          | Мустафа Горбаль       | Мокран Гурари Аббес Зерхуни              | Хамза Эль-Фарик Махмуд Ашур | Мутаз Ибрахим Жан-Жак Ндала |
| КАФ          | Исса Си               | Джибриль Камара Нуа Бангура              | Хамза Эль-Фарик Махмуд Ашур | Мутаз Ибрахим Жан-Жак Ндала |
| КОНКАКАФ     | Иван Бартон           | Давид Моран Энри Пупиро                  | Татьяна Гусман Эрик Галиндо Гильермо Лариос Армандо Вильярреаль                                                                                             |                             |
| КОНКАКАФ     | Дрю Фишер             | Лайес Арфа Майкл Барвеген                | Татьяна Гусман Эрик Галиндо Гильермо Лариос Армандо Вильярреаль                                                                                             |                             |
| КОНКАКАФ     | Саид Мартинес         | Вальтер Лопес Кристиан Рамирес           | Татьяна Гусман Эрик Галиндо Гильермо Лариос Армандо Вильярреаль                                                                                             |                             |
| КОНКАКАФ     | Тори Пенсо            | Кэтрин Несбитт Брук Мэйо                 | Татьяна Гусман Эрик Галиндо Гильермо Лариос Армандо Вильярреаль                                                                                             |                             |
| КОНКАКАФ     | Сесар Артуро Рамос    | Альберто Морин Марко Бисгерра            | Татьяна Гусман Эрик Галиндо Гильермо Лариос Армандо Вильярреаль                                                                                             |                             |
| КОНМЕБОЛ     | Рамон Абатти          | Рафаэл Алвес Данило Манис                | Николас Галло Леодан Гонсалес Хуан Лара Эрнан Карлос Мастранхело Хуан Сото                                                                                  | Густаво Техера              |
| КОНМЕБОЛ     | Хуан Габриэль Бенитес | Эдуардо Кардосо Мильсиадес Сальдивар     | Николас Галло Леодан Гонсалес Хуан Лара Эрнан Карлос Мастранхело Хуан Сото                                                                                  | Густаво Техера              |
| КОНМЕБОЛ     | Яэль Фалькон          | Факундо Родригес Максимилиано Дель Йессо | Николас Галло Леодан Гонсалес Хуан Лара Эрнан Карлос Мастранхело Хуан Сото                                                                                  | Густаво Техера              |
| КОНМЕБОЛ     | Кристиан Гарай        | Хосе Ретамаль Мигель Роча                | Николас Галло Леодан Гонсалес Хуан Лара Эрнан Карлос Мастранхело Хуан Сото                                                                                  | Густаво Техера              |
| КОНМЕБОЛ     | Вилтон Сампайо        | Бруно Босшилья Бруно Пирес               | Николас Галло Леодан Гонсалес Хуан Лара Эрнан Карлос Мастранхело Хуан Сото                                                                                  | Густаво Техера              |
| КОНМЕБОЛ     | Факундо Тельо         | Хуан Пабло Белатти Габриэль Чаде         | Николас Галло Леодан Гонсалес Хуан Лара Эрнан Карлос Мастранхело Хуан Сото                                                                                  | Густаво Техера              |
| КОНМЕБОЛ     | Хесус Валенсуэла      | Хорхе Уррего Тулио Морено                | Николас Галло Леодан Гонсалес Хуан Лара Эрнан Карлос Мастранхело Хуан Сото                                                                                  | Густаво Техера              |
| ОФК          |                       |                                          | | Кэмпбелл-Кирк Кавана-Во     |
| УЕФА         | Эспен Эскос           | Ян Эрик Энган Исаак Башевкин             | Иван Бебек Жером Бризар Бастиан Данкерт Карлос дель Серро Гранде Марко ди Белло Роб Диперинк Алехандро Эрнандес Эрнандес Томаш Квятковский Брам ван Дриссхе |                             |
| УЕФА         | Иштван Ковач          | Михай Мариус Марика Ференц Туньодь       | Иван Бебек Жером Бризар Бастиан Данкерт Карлос дель Серро Гранде Марко ди Белло Роб Диперинк Алехандро Эрнандес Эрнандес Томаш Квятковский Брам ван Дриссхе |                             |
| УЕФА         | Франсуа Летексье      | Сириль Мюнье Меди Рамуни                 | Иван Бебек Жером Бризар Бастиан Данкерт Карлос дель Серро Гранде Марко ди Белло Роб Диперинк Алехандро Эрнандес Эрнандес Томаш Квятковский Брам ван Дриссхе |                             |
| УЕФА         | Данни Маккели         | Хессел Стегстра Ян де Врис               | Иван Бебек Жером Бризар Бастиан Данкерт Карлос дель Серро Гранде Марко ди Белло Роб Диперинк Алехандро Эрнандес Эрнандес Томаш Квятковский Брам ван Дриссхе |                             |
| УЕФА         | Шимон Марциняк        | Томаш Листкевич Адам Купсик              | Иван Бебек Жером Бризар Бастиан Данкерт Карлос дель Серро Гранде Марко ди Белло Роб Диперинк Алехандро Эрнандес Эрнандес Томаш Квятковский Брам ван Дриссхе |                             |
| УЕФА         | Гленн Нюберг          | Махбод Бейги Андреас Сёдерквист          | Иван Бебек Жером Бризар Бастиан Данкерт Карлос дель Серро Гранде Марко ди Белло Роб Диперинк Алехандро Эрнандес Эрнандес Томаш Квятковский Брам ван Дриссхе |                             |
| УЕФА         | Майкл Оливер          | Стюарт Берт Джеймс Мейнуоринг            | Иван Бебек Жером Бризар Бастиан Данкерт Карлос дель Серро Гранде Марко ди Белло Роб Диперинк Алехандро Эрнандес Эрнандес Томаш Квятковский Брам ван Дриссхе |                             |
| УЕФА         | Энтони Тейлор         | Гэри Бесуик Адам Нанн                    | Иван Бебек Жером Бризар Бастиан Данкерт Карлос дель Серро Гранде Марко ди Белло Роб Диперинк Алехандро Эрнандес Эрнандес Томаш Квятковский Брам ван Дриссхе |                             |
| УЕФА         | Клеман Тюрпен         | Николя Дано Бенжамен Паже                | Иван Бебек Жером Бризар Бастиан Данкерт Карлос дель Серро Гранде Марко ди Белло Роб Диперинк Алехандро Эрнандес Эрнандес Томаш Квятковский Брам ван Дриссхе |                             |
| УЕФА         | Славко Винчич         | Томаж Кланчник Андраж Ковачич            | Иван Бебек Жером Бризар Бастиан Данкерт Карлос дель Серро Гранде Марко ди Белло Роб Диперинк Алехандро Эрнандес Эрнандес Томаш Квятковский Брам ван Дриссхе |                             |
| УЕФА         | Феликс Цвайер         | Роберт Кемптер Кристиан Диц              | Иван Бебек Жером Бризар Бастиан Данкерт Карлос дель Серро Гранде Марко ди Белло Роб Диперинк Алехандро Эрнандес Эрнандес Томаш Квятковский Брам ван Дриссхе |                             |

## Расписание
17 декабря 2023 года ФИФА объявила, что турнир пройдёт с 15 июня по 13 июля 2025 года. До жеребьёвки были подтверждены только дата и место проведения матча открытия (с участием «Интер Майами») и финала, а также место проведения матчей группового этапа для клуба «Сиэтл Саундерс». Полное расписание матчей с указанием мест проведения и времени начала матчей было утверждено и опубликовано 7 декабря 2024 года после жеребьёвки. Дата начала турнира была изменена: турнир начнётся на день раньше, 14 июня.

## Групповой этап

### Группа A
| Поз | Команда          | И | В | Н | П | МЗ | МП | РМ | О | Квалификация     |
| --- | ---------------- | - | - | - | - | -- | -- | -- | - | ---------------- |
| 1   | Палмейрас        | 3 | 1 | 2 | 0 | 4  | 2  | +2 | 5 | Выход в плей-офф |
| 2   | Интер Майами (Х) | 3 | 1 | 2 | 0 | 4  | 3  | +1 | 5 | Выход в плей-офф |
| 3   | Порту            | 3 | 0 | 2 | 1 | 5  | 6  | −1 | 2 |                  |
| 4   | Аль-Ахли         | 3 | 0 | 2 | 1 | 4  | 6  | −2 | 2 |                  |

| Аль-Ахли | 0:0     | Интер Майами |
| -------- | ------- | ------------ |
|          | (отчёт) |              |

| Палмейрас | 0:0     | Порту |
| --------- | ------- | ----- |
|           | (отчёт) |       |

| Палмейрас                        | 2:0     | Аль-Ахли |
| -------------------------------- | ------- | -------- |
| - Абу Али 49′ (авт.) - Лопес 59′ | (отчёт) |          |

| Интер Майами              | 2:1     | Порту             |
| ------------------------- | ------- | ----------------- |
| - Сеговия 47′ - Месси 54′ | (отчёт) | Агехова 8′ (пен.) |

| Интер Майами               | 2:2     | Палмейрас                     |
| -------------------------- | ------- | ----------------------------- |
| - Альенде 16′ - Суарес 65′ | (отчёт) | - Паулиньо 80′ - Маурисио 87′ |

| Порту                                           | 4:4     | Аль-Ахли                                          |
| ----------------------------------------------- | ------- | ------------------------------------------------- |
| - Мора 23′ - Гомес 50′ - Агехова 53′ - Пепе 89′ | (отчёт) | - Абу Али 15′, 45+2′ (пен.), 51′ - Бен-Ромдан 64′ |

### Группа B
| Поз | Команда         | И | В | Н | П | МЗ | МП | РМ | О | Квалификация     |
| --- | --------------- | - | - | - | - | -- | -- | -- | - | ---------------- |
| 1   | Пари Сен-Жермен | 3 | 2 | 0 | 1 | 6  | 1  | +5 | 6 | Выход в плей-офф |
| 2   | Ботафого        | 3 | 2 | 0 | 1 | 3  | 2  | +1 | 6 | Выход в плей-офф |
| 3   | Атлетико Мадрид | 3 | 2 | 0 | 1 | 4  | 5  | −1 | 6 |                  |
| 4   | Сиэтл Саундерс  | 3 | 0 | 0 | 3 | 2  | 7  | −5 | 0 |                  |

| Пари Сен-Жермен                                                 | 4:0     | Атлетико Мадрид |
| --------------------------------------------------------------- | ------- | --------------- |
| - Руис 19′ - Витинья 45+1′ - Меюлю 87′ - Ли Кан Ин 90+7′ (пен.) | (отчёт) |                 |

| Ботафого                     | 2:1     | Сиэтл Саундерс |
| ---------------------------- | ------- | -------------- |
| - Кунья 28′ - Игор Жезус 44′ | (отчёт) | К. Рольдан 75′ |

| Сиэтл Саундерс | 1:3     | Атлетико Мадрид                 |
| -------------- | ------- | ------------------------------- |
| Руснак 50′     | (отчёт) | - Барриос 11′ 55′ - Витсель 47′ |

| Пари Сен-Жермен | 0:1     | Ботафого       |
| --------------- | ------- | -------------- |
|                 | (отчёт) | Игор Жезус 36′ |

| Сиэтл Саундерс | 0:2     | Пари Сен-Жермен                |
| -------------- | ------- | ------------------------------ |
|                | (отчёт) | - Кварацхелия 35′ - Хакими 66′ |

| Атлетико Мадрид | 1:0     | Ботафого |
| --------------- | ------- | -------- |
| Гризманн 87′    | (отчёт) |          |

### Группа C
| Поз | Команда      | И | В | Н | П | МЗ | МП | РМ  | О | Квалификация     |
| --- | ------------ | - | - | - | - | -- | -- | --- | - | ---------------- |
| 1   | Бенфика      | 3 | 2 | 1 | 0 | 9  | 2  | +7  | 7 | Выход в плей-офф |
| 2   | Бавария      | 3 | 2 | 0 | 1 | 12 | 2  | +10 | 6 | Выход в плей-офф |
| 3   | Бока Хуниорс | 3 | 0 | 2 | 1 | 4  | 5  | −1  | 2 |                  |
| 4   | Окленд Сити  | 3 | 0 | 1 | 2 | 1  | 17 | −16 | 1 |                  |

| Бавария                                                                                  | 10:0    | Окленд Сити |
| ---------------------------------------------------------------------------------------- | ------- | ----------- |
| - Коман 6′ 21′ - Боэ 18′ - Олисе 20′ 45+3′ - Мюллер 45′ 89′ - Мусиала 67′ 73′ (пен.) 84′ | (отчёт) |             |

| Бока Хуниорс                         | 2:2     | Бенфика                                |
| ------------------------------------ | ------- | -------------------------------------- |
| - Отаменди 21′ (авт.) - Батталья 27′ | (отчёт) | - Ди Мария 45+3′ (пен.) - Отаменди 84′ |

| Бенфика                                                                             | 6:0     | Окленд Сити |
| ----------------------------------------------------------------------------------- | ------- | ----------- |
| - Ди Мария 45+8′ (пен.) 90+8′ (пен.) - Павлидис 53′ - Саншеш 63′ - Баррейру 76′ 78′ | (отчёт) |             |

| Бавария                | 2:1     | Бока Хуниорс   |
| ---------------------- | ------- | -------------- |
| - Кейн 18′ - Олисе 84′ | (отчёт) | Мерентиель 66′ |

| Окленд Сити | 1:1     | Бока Хуниорс      |
| ----------- | ------- | ----------------- |
| Грей 52′    | (отчёт) | Гарроу 26′ (авт.) |

| Бенфика       | 1:0     | Бавария |
| ------------- | ------- | ------- |
| Шельдеруп 13′ | (отчёт) |         |

### Группа D
| Поз | Команда      | И | В | Н | П | МЗ | МП | РМ | О | Квалификация     |
| --- | ------------ | - | - | - | - | -- | -- | -- | - | ---------------- |
| 1   | Фламенго     | 3 | 2 | 1 | 0 | 6  | 2  | +4 | 7 | Выход в плей-офф |
| 2   | Челси        | 3 | 2 | 0 | 1 | 6  | 3  | +3 | 6 | Выход в плей-офф |
| 3   | Эсперанс     | 3 | 1 | 0 | 2 | 1  | 5  | −4 | 3 |                  |
| 4   | Лос-Анджелес | 3 | 0 | 1 | 2 | 1  | 4  | −3 | 1 |                  |

| Челси                      | 2:0     | Лос-Анджелес |
| -------------------------- | ------- | ------------ |
| - Нету 34′ - Фернандес 79′ | (отчёт) |              |

| Фламенго                            | 2:0     | Эсперанс |
| ----------------------------------- | ------- | -------- |
| - де Арраскаэта 17′ - Л. Араужо 70′ | (отчёт) |          |

| Фламенго                                        | 3:1     | Челси    |
| ----------------------------------------------- | ------- | -------- |
| - Бруно Энрике 62′ - Данило 65′ - Уоллес Ян 83′ | (отчёт) | Нету 13′ |

| Лос-Анджелес | 0:1     | Эсперанс    |
| ------------ | ------- | ----------- |
|              | (отчёт) | Белайли 70′ |

| Лос-Анджелес | 1:1     | Фламенго      |
| ------------ | ------- | ------------- |
| Буанга 84′   | (отчёт) | Уоллес Ян 86′ |

| Эсперанс | 0:3     | Челси                                           |
| -------- | ------- | ----------------------------------------------- |
|          | (отчёт) | - Адарабиойо 45+3′ - Делап 45+5′ - Джордж 90+7′ |

### Группа E
| Поз | Команда            | И | В | Н | П | МЗ | МП | РМ | О | Квалификация     |
| --- | ------------------ | - | - | - | - | -- | -- | -- | - | ---------------- |
| 1   | Интернационале     | 3 | 2 | 1 | 0 | 5  | 2  | +3 | 7 | Выход в плей-офф |
| 2   | Монтеррей          | 3 | 1 | 2 | 0 | 5  | 1  | +4 | 5 | Выход в плей-офф |
| 3   | Ривер Плейт        | 3 | 1 | 1 | 1 | 3  | 3  | 0  | 4 |                  |
| 4   | Урава Ред Даймондс | 3 | 0 | 0 | 3 | 2  | 9  | −7 | 0 |                  |

| Ривер Плейт                            | 3:1     | Урава Ред Даймондс |
| -------------------------------------- | ------- | ------------------ |
| - Колидио 12′ - Дриусси 48′ - Меса 73′ | (отчёт) | Мацуо 58′ (пен.)   |

| Монтеррей | 1:1     | Интернационале  |
| --------- | ------- | --------------- |
| Рамос 25′ | (отчёт) | Л. Мартинес 42′ |

| Интернационале                    | 2:1     | Урава Ред Даймондс |
| --------------------------------- | ------- | ------------------ |
| - Л. Мартинес 78′ - Карбони 90+2′ | (отчёт) | Ватанабэ 11′       |

| Ривер Плейт | 0:0     | Монтеррей |
| ----------- | ------- | --------- |
|             | (отчёт) |           |

| Интернационале                    | 2:0     | Ривер Плейт |
| --------------------------------- | ------- | ----------- |
| - Ф. Эспозито 72′ - Бастони 90+3′ | (отчёт) |             |

| Урава Ред Даймондс | 0:4     | Монтеррей                                       |
| ------------------ | ------- | ----------------------------------------------- |
|                    | (отчёт) | - Деосса 30′ - Бертераме 34′ 90+7′ - Корона 38′ |

### Группа F
| Поз | Команда           | И | В | Н | П | МЗ | МП | РМ | О | Квалификация     |
| --- | ----------------- | - | - | - | - | -- | -- | -- | - | ---------------- |
| 1   | Боруссия Дортмунд | 3 | 2 | 1 | 0 | 5  | 3  | +2 | 7 | Выход в плей-офф |
| 2   | Флуминенсе        | 3 | 1 | 2 | 0 | 4  | 2  | +2 | 5 | Выход в плей-офф |
| 3   | Мамелоди Сандаунз | 3 | 1 | 1 | 1 | 4  | 4  | 0  | 4 |                  |
| 4   | Ульсан Хёндэ      | 3 | 0 | 0 | 3 | 2  | 6  | −4 | 0 |                  |

| Флуминенсе | 0:0     | Боруссия Дортмунд |
| ---------- | ------- | ----------------- |
|            | (отчёт) |                   |

| Ульсан Хёндэ | 0:1     | Мамелоди Сандаунз |
| ------------ | ------- | ----------------- |
|              | (отчёт) | Рейнерс 36′       |

| Мамелоди Сандаунз                         | 3:4     | Боруссия Дортмунд                                            |
| ----------------------------------------- | ------- | ------------------------------------------------------------ |
| - Рибейро 11′ - Рейнерс 62′ - Мотхиба 90′ | (отчёт) | - Нмеча 16′ - Гирасси 34′ - Беллингем 45′ - Мудау 59′ (авт.) |

| Флуминенсе                                          | 4:2     | Ульсан Хёндэ                         |
| --------------------------------------------------- | ------- | ------------------------------------ |
| - Ариас 27′ - Нонато 66′ - Фрейтес 83′ - Кено 90+2′ | (отчёт) | - Ли Джин Хён 37′ - Ум Вон Сан 45+3′ |

| Боруссия Дортмунд | 1:0     | Ульсан Хёндэ |
| ----------------- | ------- | ------------ |
| Свенссон 36′      | (отчёт) |              |

| Мамелоди Сандаунз | 0:0     | Флуминенсе |
| ----------------- | ------- | ---------- |
|                   | (отчёт) |            |

### Группа G
| Поз | Команда        | И | В | Н | П | МЗ | МП | РМ  | О | Квалификация     |
| --- | -------------- | - | - | - | - | -- | -- | --- | - | ---------------- |
| 1   | Манчестер Сити | 3 | 3 | 0 | 0 | 13 | 2  | +11 | 9 | Выход в плей-офф |
| 2   | Ювентус        | 3 | 2 | 0 | 1 | 11 | 6  | +5  | 6 | Выход в плей-офф |
| 3   | Аль-Айн        | 3 | 1 | 0 | 2 | 2  | 12 | −10 | 3 |                  |
| 4   | Видад          | 3 | 0 | 0 | 3 | 2  | 8  | −6  | 0 |                  |

| Манчестер Сити        | 2:0     | Видад |
| --------------------- | ------- | ----- |
| - Фоден 2′ - Доку 42′ | (отчёт) |       |

| Аль-Айн | 0:5     | Ювентус                                                 |
| ------- | ------- | ------------------------------------------------------- |
|         | (отчёт) | - Коло Муани 11′ 45+4′ - Консейсан 21′ 58′ - Йылдыз 31′ |

| Ювентус                                                     | 4:1     | Видад    |
| ----------------------------------------------------------- | ------- | -------- |
| - Бутуил 6′ (авт.) - Йылдыз 16′ 69′ - Влахович 90+4′ (пен.) | (отчёт) | Лорч 25′ |

| Манчестер Сити                                                                | 6:0     | Аль-Айн |
| ----------------------------------------------------------------------------- | ------- | ------- |
| - Гюндоган 8′ 73′ - Эчеверри 27′ - Холанн 45+5′ (пен.) - Бобб 84′ - Шерки 89′ | (отчёт) |         |

| Ювентус                         | 2:5     | Манчестер Сити                                                       |
| ------------------------------- | ------- | -------------------------------------------------------------------- |
| - Копмейнерс 11′ - Влахович 84′ | (отчёт) | - Доку 9′ - Калюлю 26′ (авт.) - Холанн 52′ - Фоден 69′ - Савиньо 75′ |

| Видад      | 1:2     | Аль-Айн                        |
| ---------- | ------- | ------------------------------ |
| Майлула 4′ | (отчёт) | - Лаба 45+1′ (пен.) - Каку 50′ |

### Группа H
| Поз | Команда            | И | В | Н | П | МЗ | МП | РМ | О | Квалификация     |
| --- | ------------------ | - | - | - | - | -- | -- | -- | - | ---------------- |
| 1   | Реал Мадрид        | 3 | 2 | 1 | 0 | 7  | 2  | +5 | 7 | Выход в плей-офф |
| 2   | Аль-Хиляль         | 3 | 1 | 2 | 0 | 3  | 1  | +2 | 5 | Выход в плей-офф |
| 3   | Ред Булл Зальцбург | 3 | 1 | 1 | 1 | 2  | 4  | −2 | 4 |                  |
| 4   | Пачука             | 3 | 0 | 0 | 3 | 2  | 7  | −5 | 0 |                  |

| Реал Мадрид   | 1:1     | Аль-Хиляль       |
| ------------- | ------- | ---------------- |
| Г. Гарсия 34′ | (отчёт) | Невиш 41′ (пен.) |

| Пачука       | 1:2     | Ред Булл Зальцбург       |
| ------------ | ------- | ------------------------ |
| Гонсалес 56′ | (отчёт) | - Глух 42′ - Онисиво 76′ |

| Реал Мадрид                                 | 3:1     | Пачука       |
| ------------------------------------------- | ------- | ------------ |
| - Беллингем 35′ - Гюлер 43′ - Вальверде 70′ | (отчёт) | Монтиэль 80′ |

| Ред Булл Зальцбург | 0:0     | Аль-Хиляль |
| ------------------ | ------- | ---------- |
|                    | (отчёт) |            |

| Аль-Хиляль                                   | 2:0     | Пачука |
| -------------------------------------------- | ------- | ------ |
| - С. аль-Давсари 22′ - Маркос Леонардо 90+5′ | (отчёт) |        |

| Ред Булл Зальцбург | 0:3     | Реал Мадрид                                      |
| ------------------ | ------- | ------------------------------------------------ |
|                    | (отчёт) | - Винисиус 40′ - Вальверде 45+3′ - Г. Гарсия 84′ |

## Плей-офф

### Сетка
|  | 1/8 финала               | 1/8 финала             |                                            |   | Четвертьфиналы | Четвертьфиналы |  |  | Полуфиналы | Полуфиналы |  |  | Финал | Финал |
|  |                          |                        |                                            |   |                |                |  |  |            |            |  |  |       |       |
|  | 30 июня – Шарлотт        |                        |                                            |   |                |                |  |  |            |            |  |  |       |       |
|  |                          |                        |                                            |   |                |                |  |  |            |            |  |  |       |       |
|  | Интернационале           | 0                      |                                            |   |                |                |  |  |            |            |  |  |       |       |
|  | Интернационале           | 0                      | 4 июля – Орландо                           |   |                |                |  |  |            |            |  |  |       |       |
|  | Флуминенсе               | 2                      |                                            |   |                |                |  |  |            |            |  |  |       |       |
|  | Флуминенсе               | 2                      | Флуминенсе                                 | 2 |                |                |  |  |            |            |  |  |       |       |
|  | 30 июня – Орландо        |                        | Флуминенсе                                 | 2 |                |                |  |  |            |            |  |  |       |       |
|  |                          | Аль-Хиляль             | 1                                          |   |                |                |  |  |            |            |  |  |       |       |
|  | Манчестер Сити           | Аль-Хиляль             | 1                                          | 3 |                |                |  |  |            |            |  |  |       |       |
|  | Манчестер Сити           |                        | 8 июля – Ист-Ратерфорд                     | 3 |                |                |  |  |            |            |  |  |       |       |
|  | Аль-Хиляль (доп. вр.)    | 4                      |                                            |   |                |                |  |  |            |            |  |  |       |       |
|  | Аль-Хиляль (доп. вр.)    | 4                      | Флуминенсе                                 | 0 |                |                |  |  |            |            |  |  |       |       |
|  | 28 июня – Филадельфия    |                        | Флуминенсе                                 | 0 |                |                |  |  |            |            |  |  |       |       |
|  |                          | Челси                  | 2                                          |   |                |                |  |  |            |            |  |  |       |       |
|  | Палмейрас (доп. вр.)     | Челси                  | 2                                          | 1 |                |                |  |  |            |            |  |  |       |       |
|  | Палмейрас (доп. вр.)     | 4 июля – Филадельфия   |                                            | 1 |                |                |  |  |            |            |  |  |       |       |
|  | Ботафого                 | 0                      |                                            |   |                |                |  |  |            |            |  |  |       |       |
|  | Ботафого                 | 0                      | Палмейрас                                  | 1 |                |                |  |  |            |            |  |  |       |       |
|  | 28 июня – Шарлотт        |                        | Палмейрас                                  | 1 |                |                |  |  |            |            |  |  |       |       |
|  |                          | Челси                  | 2                                          |   |                |                |  |  |            |            |  |  |       |       |
|  | Бенфика                  | Челси                  | 2                                          | 1 |                |                |  |  |            |            |  |  |       |       |
|  | Бенфика                  |                        | 13 июля – «Метлайф-стэдиум», Ист-Ратерфорд | 1 |                |                |  |  |            |            |  |  |       |       |
|  | Челси (доп. вр.)         | 4                      |                                            |   |                |                |  |  |            |            |  |  |       |       |
|  | Челси (доп. вр.)         | 4                      | Челси                                      | 3 |                |                |  |  |            |            |  |  |       |       |
|  | 29 июня – Атланта        |                        | Челси                                      | 3 |                |                |  |  |            |            |  |  |       |       |
|  |                          | Пари Сен-Жермен        | 0                                          |   |                |                |  |  |            |            |  |  |       |       |
|  | Пари Сен-Жермен          | Пари Сен-Жермен        | 0                                          | 4 |                |                |  |  |            |            |  |  |       |       |
|  | Пари Сен-Жермен          | 5 июля – Атланта       |                                            | 4 |                |                |  |  |            |            |  |  |       |       |
|  | Интер Майами             | 0                      |                                            |   |                |                |  |  |            |            |  |  |       |       |
|  | Интер Майами             | 0                      | Пари Сен-Жермен                            | 2 |                |                |  |  |            |            |  |  |       |       |
|  | 29 июня – Майами-Гарденс |                        | Пари Сен-Жермен                            | 2 |                |                |  |  |            |            |  |  |       |       |
|  |                          | Бавария                | 0                                          |   |                |                |  |  |            |            |  |  |       |       |
|  | Фламенго                 | Бавария                | 0                                          | 2 |                |                |  |  |            |            |  |  |       |       |
|  | Фламенго                 |                        | 9 июля – Ист-Ратерфорд                     | 2 |                |                |  |  |            |            |  |  |       |       |
|  | Бавария                  | 4                      |                                            |   |                |                |  |  |            |            |  |  |       |       |
|  | Бавария                  | 4                      | Пари Сен-Жермен                            | 4 |                |                |  |  |            |            |  |  |       |       |
|  | 1 июля – Майами-Гарденс  |                        | Пари Сен-Жермен                            | 4 |                |                |  |  |            |            |  |  |       |       |
|  |                          | Реал Мадрид            | 0                                          |   |                |                |  |  |            |            |  |  |       |       |
|  | Реал Мадрид              | Реал Мадрид            | 0                                          | 1 |                |                |  |  |            |            |  |  |       |       |
|  | Реал Мадрид              | 5 июля – Ист-Ратерфорд |                                            | 1 |                |                |  |  |            |            |  |  |       |       |
|  | Ювентус                  | 0                      |                                            |   |                |                |  |  |            |            |  |  |       |       |
|  | Ювентус                  | 0                      | Реал Мадрид                                | 3 |                |                |  |  |            |            |  |  |       |       |
|  | 1 июля – Атланта         |                        | Реал Мадрид                                | 3 |                |                |  |  |            |            |  |  |       |       |
|  |                          | Боруссия Дортмунд      | 2                                          |   |                |                |  |  |            |            |  |  |       |       |
|  | Боруссия Дортмунд        | Боруссия Дортмунд      | 2                                          | 2 |                |                |  |  |            |            |  |  |       |       |
|  | Боруссия Дортмунд        |                        |                                            | 2 |                |                |  |  |            |            |  |  |       |       |
|  | Монтеррей                | 1                      |                                            |   |                |                |  |  |            |            |  |  |       |       |
|  | Монтеррей                | 1                      |                                            |   |                |                |  |  |            |            |  |  |       |       |

### 1/8 финала
| Палмейрас     | 1:0 (доп. вр.) | Ботафого |
| ------------- | -------------- | -------- |
| Паулиньо 100′ | (отчёт)        |          |

| Бенфика               | 1:4 (доп. вр.) | Челси                                                       |
| --------------------- | -------------- | ----------------------------------------------------------- |
| Ди Мария 90+5′ (пен.) | (отчёт)        | - Джеймс 64′ - Нкунку 108′ - Нету 114′ - Дьюзбери-Холл 117′ |

| Пари Сен-Жермен                                   | 4:0     | Интер Майами |
| ------------------------------------------------- | ------- | ------------ |
| - Невеш 6′ 39′ - Авилес 44′ (авт.) - Хакими 45+3′ | (отчёт) |              |

| Фламенго                           | 2:4     | Бавария                                         |
| ---------------------------------- | ------- | ----------------------------------------------- |
| - Жерсон 33′ - Жоржиньо 54′ (пен.) | (отчёт) | - Пульгар 6′ (авт.) - Кейн 9′ 73′ - Горецка 41′ |

| Интернационале | 0:2     | Флуминенсе                |
| -------------- | ------- | ------------------------- |
|                | (отчёт) | - Кано 3′ - Эркулес 90+3′ |

| Манчестер Сити                       | 3:4 (доп. вр.) | Аль-Хиляль                                             |
| ------------------------------------ | -------------- | ------------------------------------------------------ |
| - Силва 9′ - Холанн 55′ - Фоден 104′ | (отчёт)        | - Маркос Леонардо 46′ 112′ - Малком 52′ - Кулибали 94′ |

| Реал Мадрид   | 1:0     | Ювентус |
| ------------- | ------- | ------- |
| Г. Гарсия 54′ | (отчёт) |         |

| Боруссия Дортмунд | 2:1     | Монтеррей     |
| ----------------- | ------- | ------------- |
| Гирасси 14′ 24′   | (отчёт) | Бертераме 48′ |

### Четвертьфиналы
| Флуминенсе                     | 2:1     | Аль-Хиляль          |
| ------------------------------ | ------- | ------------------- |
| - Мартинелли 40′ - Эркулес 70′ | (отчёт) | Маркос Леонардо 51′ |

| Палмейрас   | 1:2     | Челси                              |
| ----------- | ------- | ---------------------------------- |
| Эстеван 53′ | (отчёт) | - Палмер 16′ - Вевертон 83′ (авт.) |

| Пари Сен-Жермен           | 2:0     | Бавария |
| ------------------------- | ------- | ------- |
| - Дуэ 78′ - Дембеле 90+6′ | (отчёт) |         |

| Реал Мадрид                                    | 3:2     | Боруссия Дортмунд                    |
| ---------------------------------------------- | ------- | ------------------------------------ |
| - Г. Гарсия 10′ - Ф. Гарсия 20′ - Мбаппе 90+4′ | (отчёт) | - Байер 90+3′ - Гирасси 90+8′ (пен.) |

### Полуфиналы
| Флуминенсе | 0:2     | Челси              |
| ---------- | ------- | ------------------ |
|            | (отчёт) | Жуан Педро 18′ 56′ |

| Пари Сен-Жермен                        | 4:0     | Реал Мадрид |
| -------------------------------------- | ------- | ----------- |
| - Руис 6′ 24′ - Дембеле 9′ - Рамуш 87′ | (отчёт) |             |

### Финал
| Челси                             | 3:0     | Пари Сен-Жермен |
| --------------------------------- | ------- | --------------- |
| - Палмер 22′ 30′ - Жуан Педро 43′ | (отчёт) |                 |

## Лучшие бомбардиры
| Место | Игрок            | Команда           | Голы |
| ----- | ---------------- | ----------------- | ---- |
| 1     | Гонсало Гарсия   | Реал Мадрид       | 4    |
| 1     | Серу Гирасси     | Боруссия Дортмунд | 4    |
| 1     | Анхель Ди Мария  | Бенфика           | 4    |
| 1     | Маркос Леонардо  | Аль-Хиляль        | 4    |
| 5     | Вессам Абу Али   | Аль-Ахли          | 3    |
| 5     | Херман Бертераме | Монтеррей         | 3    |
| 5     | Жуан Педро       | Челси             | 3    |
| 5     | Кенан Йылдыз     | Ювентус           | 3    |
| 5     | Гарри Кейн       | Бавария           | 3    |
| 5     | Джамал Мусиала   | Бавария           | 3    |
| 5     | Педру Нету       | Челси             | 3    |
| 5     | Майкл Олисе      | Бавария           | 3    |
| 5     | Коул Палмер      | Челси             | 3    |
| 5     | Фабиан Руис      | Пари Сен-Жермен   | 3    |
| 5     | Фил Фоден        | Манчестер Сити    | 3    |
| 5     | Эрлинг Холанн    | Манчестер Сити    | 3    |

## Призовой фонд
Призовой фонд турнира составил $1 млрд. Победитель турнира получил до $125 млн. Кроме того, ещё $250 млн были переданы футбольным клубам по всему миру в качестве солидарных выплат.
Распределение призового фонда Клубного чемпионата мира 2025:
Выплаты за результат ($475 млн): выплата увеличивается в зависимости от достижений команды в турнире.
- Групповой этап (три матча): +$2 млн за победу; +$1 млн за ничью
- Выход в 1/8 финала: +$7,5 млн
- Выход в четвертьфинал: +$13,125 млн
- Выход в полуфинал: +$21 млн
- Выход в финал: +$30 млн
- Победитель: +$40 млн

Базовый бонус за участие ($525 млн): гарантированные выплаты всем 32 клубам (суммы указаны для одной команды).
- Европа: $12,81-38,19 млн (зависит от спортивных и коммерческих критериев)
- Южная Америка: $15,21 млн
- Северная, Центральная Америка и Карибский бассейн: $9,55 млн
- Азия: $9,55 млн
- Африка: $9,55 млн
- Океания: $3,58 млн

Выплаты солидарности ($250 млн): выплаты, направленные на поддержку футбольных клубов по всему миру.

## Комментарии
1. ↑  Время начала матча было изменено с 6:00 pm EDT на 7:05 pm из-за погодных условий.
2. ↑  Время начала матча было изменено с 3:00 pm EDT на 3:10 pm из-за опоздания командных автобусов.